# برانكو جيليتش
برانكو جيليتش (بالصربية السيريلية: Бpaнкo Jeлић)‏ هو لاعب كرة قدم صربي في مركز الهجوم، ولد في 5 مايو 1977 في تشاتشاك في صربيا. لعب مع النجم الأحمر بلغراد وإنيرجي كوتبوس وشيامن بلو ليونز ونادي برث غلوري ونادي بكين سينوبو غوان ونادي فويفودينا.

## وصلات خارجية
- برانكو جيليتش على موقع قاعدة بيانات كرة القدم.إي يو (الإنجليزية)
- برانكو جيليتش على موقع Soccerway.com (الإنجليزية)
- برانكو جيليتش على موقع عالم كرة القدم.نت (الإنجليزية)